# Wichard von Alvensleben (Go-Spieler)
Wichard von Alvensleben (* 11. Juli 1937 in Schlochau; † 2. Mai 2016 in Hannover) war ein deutscher Ministerialrat, Jurist, Go- und Schachspieler sowie Problemschachkomponist aus Hannover.
Er war fünf Mal Deutscher Meister im Go in den Jahren 1961, 1962, 1963, 1964 und 1974 sowie Europameister in den Jahren 1961 bis 1964. 1963 vertrat er Deutschland auf der Amateurweltmeisterschaft in Japan und erreichte mit der deutschen Mannschaft hinter den asiatischen Mannschaften China, Japan und Korea den 4. Platz.
Sein höchster Rang war der 5. Dan (5d).
In den 1970er Jahren wandte er sich primär dem Schach, auch dem Problemschach, zu. Bis in die neunziger Jahre spielte er aktiv in Schachvereinen in Göttingen und Bad Salzdetfurth. Er komponierte primär Hilfsmattaufgaben.
Wichard von Alvensleben war der Neffe des gleichnamigen Offiziers Wichard von Alvensleben, Sohn von Udo von Alvensleben und stammte aus der Familie von Alvensleben.